# Шумилов Петро Павлович
Петро́ Па́влович Шуми́лов (уродженний — Шумило, 1901, Бобринець — 17 серпня 1942, Москва) — учений у галузі гідромеханіки, основоположник теорії турбінного буріння, доктор технічних наук, тричі лауреат Державної премії СРСР (1942, 1947 — двічі).

## Біографічні відомості
Освіту Петро Шумило здобув у школі рідного міста. Закінчивши школу, у серпні 1919 року став викладати в ній фізику і математику до 1923 року. У радянські часи прізвище змінене на російський манір на Шумілов.
Закінчив Московський державний університет (1929). Працював у Державному науково-дослідному нафтовому інституті (до 1934 р.), організував та керував експериментальною конторою турбінного буріння в Баку (1934—1939), в 1939—1942 рр. — у Народному комісаріаті нафтової промисловості.

## Науковий доробок
Розробив теорію малогабаритних багатоступінчастих турбін турбобура (1934—1936), створив (у співавторстві) багатоступінчастий турбобур і спосіб турбінного буріння вертикальних і нахилено-спрямованих свердловин. З 1941 р. працював над створенням реактивної протитанкової зброї, при випробовуванні якої загинув.

## Нагороди
Нагороджений орденом Леніна.